# Tang Xingqiang
Tang Xingqiang (né le 11 août 1995) est un athlète chinois, spécialiste du sprint.

## Carrière
Il fait partie du relais 4 x 100 m qui bat le record d'Asie en 37 s 82 lors des séries des Jeux olympiques de 2016, équipe également composée de Xie Zhenye, Su Bingtian et Zhang Peimeng. Le record d'Asie est battu peu après par le Japon, mais ce temps demeure record de Chine.
En 2021, aux Jeux olympiques de Tokyo, avec ses coéquipiers Xie Zhenye, Su Bingtian et Wu Zhiqiang, il remporte la médaille de bronze au relais 4 × 100 mètres.

## Palmarès
| Date | Compétition               | Lieu           | Résultat | Épreuve   | Temps         |
| ---- | ------------------------- | -------------- | -------- | --------- | ------------- |
| 2016 | Jeux olympiques           | Rio de Janeiro | 4e       | 4 × 100 m | 37 s 90       |
| 2017 | Relais mondiaux de l'IAAF | Nassau         | 3e       | 4 × 100 m | 39 s 22       |
| 2017 | Relais mondiaux de l'IAAF | Nassau         | 6e       | 4 x 200 m | 1 min 22 s 91 |
| 2017 | Championnats d'Asie       | Bhubaneswar    | finale   | 100 m     | DQ            |
| 2017 | Championnats d'Asie       | Bhubaneswar    | 1er      | 100 m     | 39 s 38       |
| 2021 | Jeux olympiques           | Tokyo          | 3e       | 4 × 100 m | 37 s 79       |

## Records
| Épreuve | Épreuve   | Performance | Lieu     | Date            |
| ------- | --------- | ----------- | -------- | --------------- |
| 100 m   | Plein air | 10 s 22     | Zhejiang | 11 juin 2021    |
| 200 m   | Plein air | 20 s 39     | Zhejiang | 11 juillet 2021 |